# Estany de Francí
L'Estany de Francí és un llac d'origen glacial que es troba a 2.295 m. d'altitud, a la capçalera de la vall Fosca, al Pallars Jussà, al nord-oest del poble de Cabdella, en el terme municipal de la Torre de Cabdella.
La seva conca està formada al nord per la Serra de les Mussoles, al nord, i pel Serrat de la Mina, al sud-est.
Pertany al grup de llacs d'origen glacial de la capçalera nord-oriental del riu de Riqüerna, a través del barranc de Francí, al voltant del Pic Salado. Rep les aigües de l'Estany de Ribanegra, al nord, i del de Francí de Dalt, a l'oest, i s'hi forma el barranc de Francí.